# Jean Mabire
Pour les articles homonymes, voir Mabire.
Jean Mabire, né le 8 février 1927 à Paris et mort le 29 mars 2006 à Saint-Malo, est un écrivain, romancier, journaliste et critique littéraire français. Ayant signé de son nom la plupart de ses textes, Jean Mabire a aussi écrit sous les pseudonymes de Didier Brument, Éric Dubecquet et Henri Landemer. Jean Mabire est un proche du GRECE. Engagé au sein des milieux régionalistes normands, il défend le néopaganisme et exprime une pensée politique classée à l'extrême droite, proche des milieux néo-fascistes. Il est l'auteur de nombreux livres consacrés à l'histoire, notamment à celle de la Seconde Guerre mondiale et de la Waffen-SS.

## Biographie
Né à Paris d'une famille originaire de Bayeux et de Vire, Jean Mabire fait ses études secondaires au collège Stanislas, où il obtient un baccalauréat philosophie-lettres, puis entre à l'École nationale supérieure des arts appliqués et des métiers d'art, tout en militant à l'UNEF.
Sa carrière débute en 1949, lorsqu'il fonde la revue régionaliste Viking, qu'il dirige jusqu'en 1955 (les revues Heimdal et Haro lui feront suite). Il effectue ensuite son service militaire, d'octobre 1950 à octobre 1951, à l'École des troupes aéroportées de Pau, où il obtient son brevet de parachutiste. Aspirant au 1er Bataillon parachutiste de choc à Montauban, il en sort sous-lieutenant de réserve.
En 1954, il fonde à Cherbourg, avec sa première épouse, un atelier d'art graphique, « Les Imagiers normands », qui produit surtout des dépliants touristiques. Rappelé en octobre 1958 pour un an en Algérie, au Centre d'entraînement à la guerre subversive (à Philippeville), il est affecté au  12e Bataillon de chasseurs alpins, à la tête d'un commando de chasse composé aux deux tiers de musulmans. Le soldat est démobilisé en octobre 1959 comme capitaine de réserve. Pour ses états de service, il est décoré de la Croix de la Valeur militaire, de la Croix du combattant et de la Médaille commémorative des opérations de maintien de l'ordre en Algérie. Et voit par ailleurs reconnaître, à la faveur de cette guerre, sa vocation littéraire, en obtenant le prix François-Jean Armorin du meilleur reportage de la presse de province (1961) pour Conversations et réalités algériennes, série de dix articles parus dans La Presse de la Manche.
C'est en effet en tant que journaliste que Jean Mabire contribue à de nombreuses publications. En 1956, il débute comme reporter à La Presse de la Manche, puis collabore à Historia, mais aussi, entre autres revues, à Défense de l'Occident (de Maurice Bardèche), à L'Esprit public (où il est l'adjoint de Philippe Héduy), à Europe-Action (dont, « débauché » par Dominique Venner, il devient rédacteur en chef en juin 1965), puis, par la suite, à Éléments. Tenant d'un « nationalisme » se donnant pour idéal le rassemblement de tous les peuples d'Europe, l'écrivain se réclame du « socialisme européen » et influence par ses écrits une génération de militants : « [c'est] sous l'impulsion de J. Mabire, écrit le politologue Pierre-André Taguieff, que les nationalistes issus de l'OAS se [convertissent] à l'Europe des ethnies (ou des peuples). » Anne-Marie Duranton-Crabol (op. cit.) insiste quant à elle sur son rôle central dans « l'effort de réflexion visant à dépasser l'Algérie » qui aboutira sur la « Nouvelle Droite ». Jean Mabire devait, plus tard, résumer d'une formule lapidaire sa visée de l'époque : « profiter de la défaite de l’Algérie française pour engager les survivants de cette aventure sur la voie de la France européenne ».
Parmi les fondateurs (avec, entre autres, le député Pierre Godefroy et Didier Patte), en 1968, de l'Union pour la région normande — qui donne naissance en 1971 au Mouvement normand, dont il était resté président d'honneur —, il participe également, dans le droit fil de son « tropisme » euro-païen, à la création du Groupement de recherche et d'études pour la civilisation européenne (GRECE). Un temps rédacteur à Minute, ayant également travaillé dans l'édition (notamment en tant que directeur de la collection « Les Grandes Aventures Maritimes » des éditions Versoix, puis de la collection « Action » des éditions Art et Histoire d'Europe), l'auteur normand tient jusqu'à sa mort une chronique littéraire dans l'hebdomadaire National-Hebdo. Et contribue également fidèlement à La Nouvelle Revue d'histoire, dirigée par son vieil ami Dominique Venner.
À partir de 1970, il appartient au comité de patronage de Nouvelle École. Il figure aussi au comité d'honneur de l'Institut d'études occidentales.
En 1999, il signe l'appel du collectif d'extrême droite Non à la guerre contre l'intervention de l'OTAN dans la guerre du Kosovo.

### Descendance et postérité
Marié en 1952 avec Jeannine Boulet (1928-1974), illustratrice de la revue Viking, veuf en 1974, Jean Mabire, qui se remaria en 1976 avec Katherine Hentic, avait trois enfants, prénommés Halvard, Nordahl (1961-2001), et Ingrid. Habitant successivement Cherbourg, Évreux, Caen et Chevry, il s'était installé en 1982 à Saint-Malo (Ille-et-Vilaine), dans le quartier de Saint-Servan. Il y est mort d'une leucémie le 29 mars 2006. Incinéré le 1er avril, ses cendres ont été déposées dans le cimetière de l'église Saint-Martin, à Éculleville (Manche).
L'Association des Amis de Jean Mabire, domiciliée à Boissey-le-Châtel, « a pour but de regrouper les amis de l'écrivain Jean Mabire, afin de mieux faire connaître son œuvre littéraire, historique et artistique, à la diffuser et la rendre accessible au plus grand nombre, éviter de la voir dénaturée, assurer le regroupement et la conservation de ses archives et de la documentation qu'il a réunie. L'association se donne aussi pour mission de défendre, le cas échéant, l'auteur et son œuvre. »

## Controverses
Des critiques ont été émises sur le caractère romancé des ouvrages de Mabire consacrés à la Waffen-SS et sur la complaisance dont il aurait fait preuve envers l'objet de son étude. L'auteur présente dans ses livres certaines unités de la Waffen-SS dans ces termes : « Les SS portent jusqu'au Caucase la torche de Prométhée et le glaive de Siegfried. Ils sont les fils des vieux guerriers germaniques surgis des glaces et des forêts. Ils sont les Teutoniques qui ont remplacé la croix du Christ par la roue du Soleil. Ils sont les SS d'Adolf Hitler » ; « Jusqu'au dernier jour de la guerre, ces jeunes volontaires voudront se battre. Toujours résonnera au plus profond de leur mémoire les paroles naïves et tragiques du chant de leur enfance. Oui, le drapeau est plus grand que la mort » ; « Les SS (…) savent qu'ils font partie d'un véritable ordre, qui est à la fois une armée, une école et une Église. Ils sont certains de porter le germe du nouvel État » ; « La grande aventure de la SS va commencer. De la Baltique à l'Atlantique, de la mer Égée à la mer d'Azov, de la Bavière au Caucase, les hoplites du Führer vont vivre une prodigieuse épopée guerrière » ; « Plus encore que le décor de la guerre, c'est le moment du combat qui compte ici. Soudain, tout devient possible. Il suffit d'oser. (…) l'homme d'armes y trouvera la place qui devait lui revenir de droit, la première, dans le mépris des valeurs bourgeoises, confortables et marchandes. Fidèle à une morale exigeante, l'homme n'est jamais si grand que lorsqu'il agit ».
Pour Marie-José Chombart de Lauwe, s'exprimant dans la revue de la Fédération nationale des déportés et internés résistants et patriotes (dont elle est une dirigeante), Jean Mabire est « le plus grand spécialiste » de « la réhabilitation du nazisme » prenant la forme d'« une présentation des SS, hommes héroïques, exemplaires ». Le comité de lecture du Mémorial de Caen ayant quant à lui estimé que les ouvrages de Mabire proposés par ledit Mémorial étaient à l’opposé de la mission de cette institution, ceux-ci ont été retirés du catalogue de sa librairie.
Si pour l’historien Jean-Luc Leleu, les livres incriminés relèvent de la « littérature romanesque consacrée à la Waffen-SS », l’écrivain Jonathan Littell stigmatise une « littérature parahistorique visant à glorifier l'épopée allemande en Russie ». Selon Ivan Bruneau, du Centre d'économie et sociologie appliquées à l'économie et aux espaces ruraux (CESAED), « Jean Mabire (…) a trouvé avec ses romans historiques le support idéal pour exposer sa vision idéologique de la guerre », et a développé avec quelques auteurs « une autre lecture du conflit, centrée sur l'art nazi de la guerre ».
Ces critiques sont réfutées par les témoignages du documentaliste de l'écrivain Éric Lefèvre (auteur spécialisé dans l'histoire militaire), et de sa bibliographe, Anne Bernet. Selon Éric Lefèvre, la notoriété des livres de Mabire sur les Waffen-SS s'explique avant tout par leur succès éditorial, et non par une adhésion idéologique de Jean Mabire, « chantre de tous les braves », auteur d'ouvrages comparables sur les Alliés et admirateur de l'Angleterre, en laquelle il voyait une amie naturelle de sa Normandie : « Jean n’était pas du tout germanophile, malgré ce qu’on pourrait croire. Il voulait célébrer la grande aventure, les prouesses guerrières, sous n’importe quel drapeau. » Pour Anne Bernet, « le succès même de ces ouvrages [« militaires »] l'avait condamné à y consacrer plus de temps qu'il ne l'eût souhaité, lui interdisant d'écrire d'autres livres qui lui tenaient davantage à cœur. Lecteurs, éditeurs et critiques l'avaient cantonné dans un rôle dont il se fatiguait. »
Gillian Seidel, du Modern Language Centre de l'université de Bradford, a, dans un article accusant la « Nouvelle Droite » d'hériter du fascisme, fait référence à Jean Mabire, qui aurait « fait remarquer qu'"Indo-Européen" signifie bien "aryen" pour les anciens d'Europe Action (dans Thulé, Le Soleil Retrouvé des Hyperboréens, Paris, Laffont, 1977, p. 71 et 81, cité dans Droit de vivre, mai 1980, p. 26, n. 63). » Cependant, Jean Mabire considère que le terme d'aryen comporte « des relents de propagande belliqueuse »

## Distinctions
- Croix du combattant
- Croix de la Valeur militaire
- Médaille commémorative des opérations de sécurité et de maintien de l'ordre

## Publications
Auteur d'une centaine d'ouvrages, Jean Mabire débute dans l'écriture avec Drieu parmi nous, hommage à Pierre Drieu La Rochelle paru à La Table Ronde en 1963 (réédition : Trident, 1988 ; Lyon, Irminsul, 2002). Sa production est prolifique : sept livres dans les années 1960, trente-six dans les années 1970 (soit une moyenne d'un peu plus de trois ouvrages chaque année), trente dans les années 1980, trente-cinq dans les années 1990 et treize de 2000 à 2007. La prégnance du thème de l'aventure et de la figure de l'aventurier y a été mise en évidence.

### Paganisme
- Thulé, le soleil retrouvé des Hyperboréens (Paris, Robert Laffont, 1978 ; réédition : Trident, 1986 ; Irminsul, 1999 ; Puiseaux, Pardès, 2002) : se veut présentation de l'histoire des Indo-Européens (« Hyperboréens ») et recherche sur l'énigme des Atlantes, ici reliée au mystérieux site de Thulé. Mabire raconte aussi, de manière romancée, l'histoire de la Société Thulé. L'ouvrage peut être lu comme un hymne au paganisme, sur lequel l'auteur revient souvent au fil des pages ;
- Les Solstices. Histoire et Actualité, en collaboration avec Pierre Vial (GRECE, 1975 ; réédition : Le Flambeau, 1991 ; Lore, 2007) ;
- Les Dieux maudits (Copernic, 1978 ; réédition sous le titre Légendes de la mythologie nordique, L'Ancre de Marine, 1999, 2010 ; Irminsul, 2004)     [lire en ligne] (extraits).
- Balades au cœur de l'Europe païenne (participation à un ouvrage collectif), Les Éditions de la forêt, 2002.

### Ouvrages sur la Normandie et les Normands
L'écrivain a consacré sa vie à la Normandie, pour laquelle il a rédigé, seul ou en collaboration, bon nombre d'écrits grand public et de vulgarisation comme :
- Histoire de la Normandie, en collaboration avec Jean-Robert Ragache (Hachette, 1976 ; réédition : France-Empire, 1986, 1992) : prix du Mouvement Normand ;
- Les Vikings, rois des tempêtes, en collaboration avec Pierre Vial (Versoix, 1976 ; réédition sous le titre Les Vikings à travers le monde : L'Ancre de Marine, 1992) [lire en ligne] (extraits) ;
- La Saga de Godefroy Le Boiteux (Copernic, 1980 ; réédition sous le titre Godefroy de Harcourt, seigneur normand, Lore, 2007) ;
- Histoire secrète de la Normandie (Albin Michel, collection « Histoire secrète des provinces françaises », 1984) ;
- Guillaume le Conquérant (Art et Histoire d'Europe, 1987) ;
- Les Ducs de Normandie (Lavauzelle, collection « destins », 1987) ;
- Grands Marins normands (L'Ancre de Marine, 1993) [lire en ligne] (extraits) ;
- Légendes traditionnelles de Normandie (L'Ancre de Marine, 1997) [lire en ligne] (extraits) ;
- Jean Mabire et le Mouvement Normand (Éditions de l'Esnesque, 1998) : chroniques, cinq tomes parus ;
- Vikings : cahiers de la jeunesse des pays normands (Veilleur, 1999) : tome I (1949-1951), tome II (1951-1955) ;
- La Varende entre nous (Présence de La Varende, 1999) ;
- Des poètes normands et de l'héritage nordique (Antée, 2003 ; réédition : Dualpha, 2005).

### Histoire

#### Histoire militaire
Jean Mabire a consacré de nombreux ouvrages à l'histoire militaire, à la Waffen-SS notamment, mais aussi à des événements ou unités de toutes les origines :
- Les Hors-la-loi, Paris, Robert Laffont, 1968 (réédition sous le titre Commando de chasse : Presses de la Cité, 1976 ; Presses-Pocket, 1978 ; France-Loisirs, 1979)
- Les Samouraï, en collaboration avec Yves Bréhéret, Paris, Balland, 1971 (réédition : France-Loisirs, 1978 ; Presses-Pocket, 1987)
- Les Waffen SS, sous le pseudonyme d'Henri Landemer, Paris, Balland, 1972
- La Brigade Frankreich, Paris, Fayard, 1973 (réédition : Grancher, 2005)
- Ungern, le Baron fou, Paris, Balland, 1973 (Le Livre de Poche, n°4876, 1977) (réédition corrigée sous le titre Ungern, le dieu de la guerre, Art et Histoire d'Europe, 1987 ; sous le titre Ungern, l'héritier blanc de Genghis Khan : Veilleur de proue, 1997)
- La Division Charlemagne, Paris, Fayard, 1974 (réédition : Paris, Jacques Grancher, 1998; id. 2005)
- Mourir à Berlin, Paris, Fayard, 1975 (réédition : Grancher, 1995)
- Les Jeunes Fauves du Führer. La division SS Hitlerjugend en Normandie, Paris, Fayard, 1976 (réédition : Grancher, 2000)
- L'Été rouge de Pékin, Paris, Fayard, 1978 (réédition : Le Rocher, 2006)
- Les Panzers de la Garde Noire, Paris, Presse de la Cité, 1978
- La Bataille de l'Yser : les fusiliers marins à Dixmude, Paris, Fayard, 1979
- La Division « Wiking », Paris, Fayard, 1980
- Les Paras du matin rouge, Presses de la Cité, 1981
- La Crète, tombeau des paras Allemands, Presses de la Cité, 1982
- Röhm, l'homme qui inventa Hitler, Fayard, 1983
- Chasseurs alpins. Des Vosges aux Djebels, Presses de la Cité, 1984.  Prix des écrivains combattants
- Les Diables verts de Cassino, Presses de la Cité, 1991
- Les Paras de l'enfer blanc, Front de l'Est 1941-1945, Presses de la Cité, 1995
- Division de choc Wallonie, Lutte à mort en Poméranie, Éditions Jacques Grancher 1996
- Les Guerriers de la plus grande Asie, Dualpha, 2004
- La Nuit des Paras, France Loisirs, 1992 [Les Aigles Hurlants de la 101e airborne (101e division aéroportée) dans la bataille du Cotentin 6-14 juin 1944].

#### Autres sujets
- Tixier-Vignancour : histoire d'un Français, L'Esprit Nouveau, 1965 ; réédition : Déterna, 2001
- Les Grands Aventuriers de l'Histoire, les éveilleurs de peuples, Fayard, 1982
- Découvreurs et Conquérants, Atlas, 1983
- Patrick Pearse, une vie pour l'Irlande, Terre et Peuple, 1998
- Du bûcher à la guillotine, Dualpha, 2000
- La Traite des Noirs, L'Ancre de Marine, 2000 : livre tiré d'une contribution à L'Histoire Générale de l'Afrique (1971) [lire en ligne] (extraits)
- Pierre Drieu La Rochelle, Réflexions sur un Coutançais méconnu, Éditions d’Héligoland, 2008  (ISBN 978-2-914874-39-7)
- Bibliographie de Jean Mabire. Alain de Benoist. Préface de Dominique Venner, Éditions d’Héligoland, 2008  (ISBN 978-2-914874-68-7)).

### Ouvrage politique
Si plusieurs textes de Jean Mabire sont teintés d'idéologie, il n'a écrit qu'un seul livre « politique » au sens plein du terme :
- L'Écrivain, la Politique et l'Espérance, Saint-Just, collection « Europe », 1966 ; réédition augmentée sous le titre La Torche et le Glaive : Libres Opinions, 1994 ; Déterna, 1999).

### Romans
- L'Idole a disparu, sous le pseudonyme de Didier Brument (Filipacchi, collection « Âge tendre », 1970)
- Les Paras perdus (Presses de la Cité, Ogmios, 1987) : prix de la ville de Caen ;
- La Maôve (Presses de la Cité, 1989 ; réédition : France-Loisirs, 1990 ; Bertout, 1999) : prix des Libraires de Normandie ;
- Opération Minotaure (Presses de la Cité, 1996) ;
- L'Aquarium aux nouvelles, posthume, préface de Philippe Randa (Éditions Dutan, coll. « Les Bergers de l'évasion », 312 p., 2021).

### Sur la mer et les marins
L'œuvre de Jean Mabire, lui-même marin et père de deux navigateurs, est très marquée par le monde de la mer.
- Évasions fantastiques, Maritime d'Outre-Mer, 1970 (réédition sous le titre Les Évadés de la mer, Dualpha, 2002)
- Pêcheurs du Cotentin, Heimdal, 1975
- Les Vikings rois des tempêtes, Versoix, 1978
- Les Conquérants des mers polaires, Vernoy, 1980
- Mor Bihan autour du monde, Fayard et Maritime d'Outre-Mer, 1980
- Ils ont rêvé du Pôle, L'Ancre de Marine, 1994
- Béring. Kamtchatka-Alaska : 1725-1741, Glénat, 1996
- Roald Amundsen, le plus grand explorateur polaire, Glénat, 1998. Prix Encre Marine décerné par la Marine nationale.

### Série «Que lire?: Portraits d'écrivains»
Avec la collaboration d'Anne Bernet (chargée d'établir les bibliographies), Jean Mabire a aussi publié, sous le titre Que lire ? : Portraits d'écrivains, plusieurs volumes d'articles sur des auteurs décédés d'horizons différents (volumes réédités, volumes posthumes édités, par Dualpha) :
- Que lire ? Tome I : Portraits d'écrivains, Éditions National-Hebdo, Paris, 1994, 247 p.,  (ISBN 2-9508795-0-0). Chroniques littéraires parues dans National-Hebdo entre avril 1990 et septembre 1991. – Réédition, sous le titre 'Que lire ? tome I' : Dualpha, coll. « Patrimoine des lettres », Coulommiers, février 2006, 262 p.,  (ISBN 978-2915461657).
- Que lire ? tome II : Portraits d'écrivains, Éditions National-Hebdo, Paris, 1995, 286 p., [ISBN non connu]. Chroniques littéraires parues dans National-Hebdo entre septembre 1991 et mars 1993. – Réédition, sous le titre 'Que lire ? Tome II' : Dualpha, coll. « Patrimoine des lettres », Coulommiers, février 2006, 300 p.,  (ISBN 978-2915461664).
- Que lire ? tome III : Portraits d'écrivains, Éditions National-Hebdo, Saint-Cloud, 1996 319 p., [ISBN erroné selon le catalogue BN-Opale Plus]. Chroniques littéraires parues dans National-Hebdo entre mars 1993 et octobre 1994. – Réédition, sous le titre 'Que lire ? Tome III' : Dualpha, coll. « Patrimoine des lettres », Coulommiers, 2006, 330 p.,  (ISBN 978-2915461671).
- Que lire ? tome IV : Portraits d'écrivains, Éditions National-Hebdo, Saint-Cloud, 1997, 319 p.,  (ISBN 2-9508795-5-1). Chroniques littéraires parues dans National-Hebdo entre octobre 1994 et mars 1996. – Réédition : Dualpha, sous le titre 'Que lire ? Tome IV', coll. « Patrimoine des lettres », Coulommiers, février 2006, 328 p.,  (ISBN 978-2915461688).
- Que lire ? tome V : Portraits d'écrivains, Éditions National-Hebdo, Saint-Cloud, 1998, 319 p.,  (ISBN 2-9508795-6-X). Chroniques littéraires parues dans National-Hebdo entre mars 1996 et août 1997. – Réédition : Dualpha, sous le titre 'Que lire ? Tome V', coll. « Patrimoine des lettres », Coulommiers, février 2006, 330 p.,  (ISBN 978-2915461695).
- Que lire ? tome VI, Dualpha, coll. « Patrimoine des lettres », Coulommiers, 2006, 367 p.,  (ISBN 978-2-35374-007-9).
- Que lire ? Tome VII, Dualpha, coll. « Patrimoine des lettres », Coulommiers, novembre 2007, 367 p.,  (ISBN 978-2-35374-061-1).

À noter que la WebTélévision du Mouvement normand, « TVNormanChannel » publie des lectures de ces "portraits d'écrivains", dans un magazine hebdomadaire.